# Leaf fat
Leaf-fat so slovenska punk rock/ screamo skupina, ustanovljena leta 2001.

## Biografija
Skupina je bila ustanovljena julija 2001. Začeli so kot srednješolski punk rock band. Po nekaj menjavah članov so februarja 2002 oblikovali trenutno zasedbo in v njej prvič nastopili aprila istega leta.
Na začetku so ustvarjali punk rock, kasneje pa so se usmerili proti zvrsti screamo, kar je evidentno na njihovem prvencu Underworld kingdom, ki je žanrsko torej v grobem punk-rock/screamo. Vseeno je Leaf-fat žanrsko težko označiti, saj je glasba kljub vsemu precej raznolika.
Širši publiki so se predstavili z videospotom za »Winter song« konec leta 2004, čemur je sledil izid prvenca Underworld kingdom v letu 2005. Mednarodne razsežnosti so bili deležni, ko so maja 2005 med 92 skupinami na evropskem festivalu Newcomer v Gradcu zasedli drugo mesto. To in drugi uspehi so jim zagotovili mesto na odru z mednarodno priznanimi skupinami, kot so Soulfly, Mad Caddies, The Real McKenzies… 
Podjetje Elan je uporabilo njihovo glasbo za svoj promo DVD, podobno načrtujejo v produkcijski ekipi iz Kalifornije DPC Films; album Underworld kingodm je bil na radiu Študent izglasovan med prvih 10 leta 2005; na evropskem punk portalu europunk.net pa so bili izglasovani za band meseca marca 2006.

## Glasba
Na začetku je skupina Leaf-fat poigravala bolj punk rock oz. pop punk glasbo v stilu skupine Blink-182. Vse to se je spremenilo po nastanku končne zasedbe, ko sta se priključila novi basist Miha M in pevec Robi (prej je pel Matej). Pravzaprav je iz prvega obdobja ostal le še komad Concealed. Začeli so s koncerti doma in v tujini, si nabirali izkušnje in razvijali svojo glasbo. Pomembna točka na njihovi poti je bil koncert v Varaždinu. Tam jih je član skupine Seeker's Planet seznanil z emo bendi kot so Finch in The Used. Za tem se je njihova glasba ponovno začela nekoliko spreminjati. punk rock pomešan z emom, post-punk, crosspunk...

## Zasedba
- Miha Medved - bas
- Miha Kraševec - kitara
- Robert Šercer - vokal
- Jaka Skočir - bobni
- Matej A. Ogrevec - kitara

## Diskografija
Album
- Underworld Kingdom - CPZ 2005
- RockPaperScissors - CPZ 2007

Video
- Winter Song - 2004
- Individual Happiness - 2006
- U.K. - 2007
- RockPaperScissors - 2007
- Better Still - 2009